# Prostovoljna protikomunistična milica (Slovenija)
Prostovoljna protikomunistična milica (italijansko Milizia Volontaria Anti Comunista, kratica MVAC; slabšalno bela garda; manj natančno vaške straže) je bila slovenska kolaborantska milica pod italijanskim poveljstvom, ki je bila ustanovljena na področju Ljubljanske pokrajine 6. avgusta 1942. Pokroviteljstvo okupatorja nad nekdanjimi vaškimi stražami so zahtevali slovenski politiki, ki so se odločili za sodelovanje z okupatorjem in militantna rimokatoliška duhovščina.
Slabšalno so jo bela garda, kot je bila (samo)imenovana procarska vojska med rusko državljansko vojno (1918-1921/2), poimenovali pripadniki Osvobodilne fronte oz. njihovi organizatorji in voditelji, komunisti.

## Predzgodovina - vaške straže
Predhodnik MVAC so bile vaške straže, paravojaške enote, sestavljene iz vaščanov, ki so varovali svoje premoženje in življenja prebivalcev pred posameznimi partizanskimi skupinami. Le-te so predvsem v nočnih pohodih ustrahovale domačine, nekaj so jih okrutno pobili, in jim jemali živila. Italijanski okupator namreč ni imel interesa ali upal varovati vasi, ljudi in premoženja pred nočnimi izpadi posameznih pripadnikov revolucionarnega gibanja, kljub temu da so se ljudje nanje kot na predstavnike uradne, a okupatorske oblasti večkrat obračali z zahtevami po zaščiti. Ljudje so se zato pričeli samoorganizirati. Pobudniki prvih vaških straž so bili v začetku najvplivnejši in najuglednejši ljudje v okolju, ki jih je revolucionarno gibanje najbolj ogrožalo - župani, podjetniki, vplivni kmetje, v veliko primerih tudi kaplani in župniki.
Na odločitev Slovenske ljudske stranke in Slovenske legije, prva Vaška straža je nastopila 17. junija 1942. v Šentjoštu, ko je 35 pripadnikov Slovenske legije, oboroženi od Italijanov s 40 pušk in dvema strojnicama, pod komando legionarja iz Ljubljane, zasedlo župnišce in šolo. Ker so bile vaške straže sestavljene iz civilistov, ki so bili slabo izurjeni, slabo opremljeni, brez osrednjega vodstva in pasivni (branili so le svojo vas, niso nastopali ofenzivno), partizanom niso predstavljali večjega odpora. Ideološko in organizacijsko podporo so vaške straže imele predvsem v preostalih politikih predvojne Slovenske ljudske stranke in v delu duhovščine RKC v Sloveniji. Italijani so bili do vaških straž nezaupljivi.

## Ustanovitev in poimenovanje
Ustanovitev MVAC je ukazal poveljnik 11. armadnega zbora, general Mario Robotti. Že pred tem so drugod na jugoslovanskih ozemljih pod italijansko okupacijo nastale druge organizacije z istim italijanskim imenom Milizia volontaria anticomunista. 
MVAC so najprej komunisti in nato pripadniki Osvobodilne fronte in partizanov poimenovali z izrazom bela garda, po ruski beli gardi, ki se je med rusko državljansko vojno borila proti boljševikom na strani carja.

## Delovanje
Glavna strateška vrednost PPKM-a fašističnem okupatorju je bila obveščevalna, saj so njeni pripadniki znali lokalni jezik in poznali ljudi ter teren. PPKM je tako kot kasnejše kolaboracionistične enote ovajala privržence OF in jih izročala okupacijskim oblastem ali pa jih sama likvidirala. PPKM enote so tudi sodelovale z italijansko vojsko v številnih protipartizanskih vojnih akcijah, kot napad na Toško čelo. Enota PPKM pod poveljstvom Ernesta Peterlina je med "božičnim racijami" v noči z 21. na 22. december 1942 v Ljubljani aretirala 550 domnevnih privržencev OF. Pri tem je postopala tako nasilno, da je izzvala velik javni protest in so se Italijani enoto odločili razpustiti. Aretirane so Italijani izpustili, predali vojaškim sodiščem ali pa internirali.
Italijanski general Roatta je kritiziral pomankanje discipline v PPKM ter njene enote opisal kot "pretepaške bande", "nepokorne in divje" ter "plenilce". Vedenje PPKM je od nje odtujilo lokalno prebivalstvo. Italijanski general Vittorio Ruggero jeseni 1942 v pogovoru z Rožmanom je izjavil: »Nisem Slovenec, a tako gledam na Slovence in njihov boj: PPKM nam Italijanom mnogo pomaga … a med vami Slovenci ustvarja takšno sovraštvo, da ga petdeset let ne boste mogli odpraviti.« 
Po kapitulaciji Italije septembra 1943 se je večina pripadnikov MVAC zatekla na grad Turjak, kjer so nameravala pričakati zavezniško izkrcanje, vendar so partizani Turjak oblegali, pri čemer so si pomagali tudi z artilerijo, ki so jo zasegli umikajočim se italijanskim enotam, ter MVAC popolnoma uničili.
V času druge svetovne vojne je bilo skupaj v boju ubitih 813 borcev, večina (414) v bitki pri Turjaku in po njej, ko so partizani ujetnike odpeljali v Kočevski Rog. Ostanki MVAC in nekatere druge protikomunistične enote so predstavljale jedro Slovenskega domobranstva, nove kolaborantske milice, ki so jo še isti mesec po uničenju MVAC ustanovili Nemci, ki so prevzeli okupacijo Ljubljanske pokrajine.

## Organizacija
Vodilno vlogo v PPKM je nosila katoliška Slovenska legija. MVAC je bila organizirana po teritorialnem principu kot vaške straže. Ena četa je tvorila posadko ene postojanke. Ta organiziranost se je ohranila tudi v Sloveniji. 
Že poleti 1942 se je v PPKM vključil četniški Štajerski bataljon, ki se je preimenoval v Legijo smrti in postal največja operativna enota PPKM. Legija smrti je bila sestavljena iz treh bataljonov: prvi bataljon, pod srbskim kapetanom Dobrivoje Vasiljevićem, so sestavljale vaške straže v Polhograjskih Dolomitih, drugi bataljon, pod kapetanom Milanom Kranjcem, se je nastanil v Brezovici, tretji pa na Suhorju na Gorjancih. Legija smrti in njeni trije bataljoni so bili v bistvu le povezovalni štabi, saj so podrejene čete delovale samostojno in bile podrejene najbližjemu italijanskemu poveljstvu.
Tretja oblika MVAC so bili manjši vodi, ki so bili dodeljeni arditskim oz. specialnim bataljonom za protigverilsko bojevanje. Ti vodi so bili po navadi sestavljeni iz prostovoljcev, ki so bili dodeljeni italijanskemu bataljonu kot vodiči in prevajalci.
Tako je julija 1943 imela MVAC v Sloveniji pod seboj 6.134 mož. 5.064 mož je bilo razporejenih v 107 postojank, 953 je bilo v Legiji smrti in 117 v arditskih bataljonih.

## Enote
- Legija smrti
  - 1. bataljon MVAC
  - 2. bataljon MVAC
  - 3. bataljon MVAC
- samostojne postojanke
- Ljubljanska varnostna straža